# 2000 Won
Cette page contient des caractères spéciaux ou non latins. S’ils s’affichent mal (▯, ?, etc.), consultez la page d’aide Unicode.
2000 Won (hangeul : 이천원) est un groupe sud-coréen de K-pop, actif entre 2013 et 2018. Durant son existence, il se compose des deux amis Kim Hyo-bin et Kim Il-do, qui se popularisent grâce à l'émission K-pop Star 2, finissant dans le Top 4. Grâce à cette réussite, le duo signe sous Reve Entertainment en juillet 2013, et font leurs débuts en mars 2014.

## Histoire
Relativement inconnus du grand public, les 2000 Won font leur première apparition télévisée lors de K-pop Star 2, en reprenant Elevator de Park Jin-young ; Alone de Sistar ; 개구쟁이 (Naughty Boy) de Sanulrim ; Lonely de 2NE1 Lonely et Million Roses de Sim Soo-bong. Après avoir gagné en notoriété, le groupe signe avec Reve Entertainment. Le 11 mars 2014, leurs débuts sont annoncés avec la chanson Beautiful. Le lendemain, le duo sort un teaser pour le single et annoncent que la chanteuse Ailee y prendrait part. Le single sort le 14 mars 2014.
Le groupe ne semble plus en activité depuis 2018.

## Membres
Kim Hyo-bin (김효빈) et Kim Il-do (김일도), tous les deux nés en 1990, ont grandi ensemble dans le Gyeonggi et sont amis depuis leur enfance. Leur rêve depuis leurs 8 ans est de devenir un groupe célèbre. Hyo-bin est le chanteur tandis qu'Il-do est le rappeur.

## Discographie

### Singles
| Année | Titre                                                                 | Meilleure position | Meilleure position | Ventes (téléchargements) | Album                  |
| Année | Titre                                                                 | COR Gaon           | COR Billboard      | Ventes (téléchargements) | Album                  |
| ----- | --------------------------------------------------------------------- | ------------------ | ------------------ | ------------------------ | ---------------------- |
| 2014  | Beautiful (feat. Ailee)                                               | 25                 | —                  | - COR : 88 363 +         | Single inédit          |
| 2014  | I Hate Seoul                                                          | 43                 | —                  | - COR : 66 410 +         | 2000Won 1st Mini Album |
| 2014  | « — » signifie qu'aucun classement n'a été atteint dans cette région. |                    |                    |                          |                        |